# David Tappan
Pour les articles homonymes, voir Tappan.
David Tappan, né le 21 avril 1752 et mort le 27 août 1803 à Cambridge, Massachusetts, est un théologien, pasteur et universitaire américain, titulaire de la prestigieuse Hollis Chair of Divinity de l'Université Harvard de 1792 à 1803.

## Famille et études
David, né le 21 avril 1752 à Manchester est le fils du ministre du culte Benjamin Tappan. Il étudie d'abord avec son père, puis à la Dummer Academy avant d'être admis, à quatorze ans, au Harvard College, où il est diplômé en 1771,. Il est ordonné ministre du culte, en 1774, et officie à la troisième église de Newbury. Il obtient son titre de Philosophiæ doctor en théologie, en 1794, à Harvard,.

## Carrière
David Tappan exerce son ministère pendant dix-huit ans. En 1792, il est nommé professeur de la prestigieuse Hollis Chair of Divinity de l'Université Harvard, où il enseigne jusqu'à sa mort le 27 août 1803,. Il écrivit de nombreux sermons et discours qui furent publiés après sa mort, en 1807 par le pasteur Abiel Holmes, intitulé Sermons on important Subjects, with a Biographical Sketch of the Author, puis la même année, Lectures on Jewish Antiquities delivered at Harvard in 1802 & 1803.  